# Aeroporto Internacional de Walvis Bay
O Aeroporto Internacional de Walvis Bay (IATA: WVB, ICAO: FYWB) é o aeroporto internacional da cidade de Walvis Bay, na Namíbia.